# 設
設（羅馬化：šad），唐朝又譯寫成察、殺，也写成“厢”、“煞”、“失”，古突厥官號，是早期突厥汗国内第三大职位，次于可汗与叶护。与特勤不同的是，設如血统有疑問則不能出任。他们屬於阿史那氏的王族，分封到異姓突厥部落为头人。设以統兵为主，“别部领兵者谓之设”。有莫賀設和步利設。
这个头衔的语源借自伊朗语，比较粟特语’ġšyδ、塞语šao、中古波斯语šāδ、波斯语šāh（来自古波斯语xšāyaθiya “王”或阿维斯塔语xšaēta “领袖”）。